# عضلة مثنية طويلة لإبهام القدم

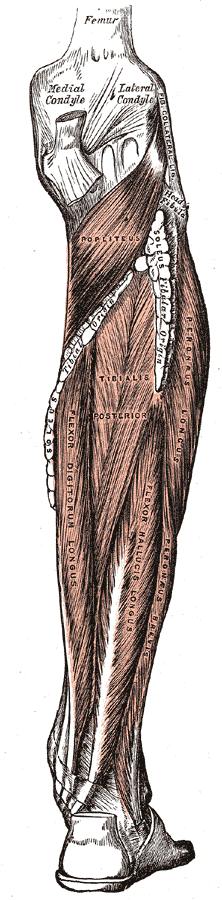
العَضَلَة المُثنِيَة الطَويلَة لإبهام القَدم (Flexor Hallucis Longus Muscle)

العَضَلَة المُثنِيَة الطَويلَة لإبهام القَدم (باللاتينية: Musculus flexor hallucis longus) هي عضلة من عَضلات الطَرف السُفلي لِجسم الإنسان .

## المَنشأ
تَنشأ العَضلة مِن الثُلثان السُفليين للسطح الخَلفي لِعظمة الشَظية.

## المَغرس
يَنغرس وَتر هذهـ العَضلة في قاعِدة السُلامية النِهائية لِإصبع القَدم الكَبير .حَيث يَمر الوَتر الخاص بهذهـ العَضلة من حُفرة مَوجودة على السَطح الخَلفي لعظم الكاحِل.

## العَصب
يَتصل بِها العَصَب الظُّنبوبِي الخَلفي.

## الحَركة
تَقوم هذه العَضلة بِـ:
1. ثَني المِفصل المشطي السُلمي لإصبع القَدم الكَبير.
2. ثَني المَفصل بينَ سُلاميات إصبع القَدم الكَبير.
3. الثَني الأَخمصي للقَدم (plantar flexion).
4. انقِلاب القَدم (inversion of the foot).
5. كَما تساعد في دَعم القَوس الطُولي الوَسطي في أَسفل القَدم.

## المَراجع
1. Lower Limb Anatomy Part IIB , Alexandria University Faculty of Medicine ,1st year, page.85